# الوضع الموسيقي الياباني
الوضع او المقام او النمط الياباني هو سلم خماسي يُستخدم بكثرة في الموسيقى اليابانية التقليدية. فترات السلم هي الثانية الكبيرة، الثالثة الصغيرة، الخامسة التامة والسادسة الصغيرة (مثل النغمات A, B, C, E, F حتى A). وهو يشبه السلم الصغير الطبيعي في نظرية الموسيقى الغربية لكن دون التحتية والسابقة، وهي نفس العملية التي تُجرى على السلم الكبير لإنتاج السلم الخماسي الكبير. المصطلح الأدق هو كومويجوشي، كما أطلقه ويليام ميلم لأحد السلالم الثلاثة الخاصة بآلة الكوتو المقتبسة من موسيقى شاميسن.
منذ فترة هييان، كان هناك خلاف بين الباحثين الموسيقيين حول الموسيقى اليابانية ونظرية المقامات والأنماط. ولا يوجد نموذج نظري واحد يمكنه تفسير كل الموسيقى اليابانية. كثيراً ما تُقارن السلالم اليابانية بالنظائر الغربية مثل السلم الكبير. أصول البنية الكلاسيكية لمعظم الموسيقى اليابانية جاءت من الصين، ولم يتم تطوير سلم موسيقي شامل إلا بعد دخول الموسيقى الغربية. بعد بدء فترة هييان، أصبحت النظريات الغربية معروفة في اليابان، لكن جرى التعامل معها كفئة منفصلة لأنها لم تستطع تفسير جميع أنماط الموسيقى اليابانية.

## التاريخ
هناك دلائل على وجود موسيقى في اليابان قبل القرن السادس، لكن المعرفة النظرية كانت محدودة. لم يظهر شكل ثابت للموسيقى اليابانية إلا في فترة نارا. في هذه الفترة، تم إدخال موسيقى غاغاكو من الصين وتكييفها مع الذوق الياباني. وكما حدث مع البوذية والكونفوشية، انتقلت الموسيقى والآلات أيضاً من الصين في القرن الثاني عشر. هذه الأنماط والآلات شكّلت أساس الموسيقى اليابانية التقليدية اليوم. ورغم إعادة تكييف الموسيقى الصينية، فقد احتفظت بعناصرها الأساسية. كانت النظرية الصينية القياسية قائمة على سلم من 12 نغمة مأخوذة من دائرة الأخماس. خلال فترة إيدو، انعزلت اليابان عن العالم وظهرت أنماط جديدة أثّرت في الموسيقى اليابانية الحديثة. يُعتقد أن هذا أحد أسباب صعوبة إيجاد نظرية موحدة للموسيقى اليابانية.

## أنواع السلالم اليابانية
سلم غاغاكو: دخل من الصين في فترة نارا ثم عُدّل في فترة هييان. وهو سلم سباعي مبني على 12 نغمة كروماتيكية ومركّب عبر تدوير الأخماس.
سلم "إن" وسلم "يو": جمعا تحت إسم "أوريهارا أوكيشيرو" وذلك في أواخر القرن التاسع عشر. وكلاهما يستخدم نفس النمط، لكن سلم يو يرفع ثلاث درجات.
سلم مينيو وسلم ريتسو: هناك ترتيبات متعددة يُطلق عليها هذه الأسماء، لكنها عادةً تُصنّف كسلالم خماسية بلا أنصاف نغمات. وغالباً ما توصف على أنها مكوّنة من ثانية كبيرة، ثالثة صغيرة، ثانية كبيرة، وثالثة صغيرة.

## التأثير الثقافي
استُخدمت هذه الألحان في الرقصات التقليدية والمسرح الياباني مثل نو وكابوكي، حيث مثّلت جزءًا أساسيًا من الأداء الفني. على سبيل المثال، اعتمد مسرح نو منذ القرن الرابع عشر على موسيقى الهياشي (囃子) التي تُعزف بآلات مثل الطبول والفلوت، لإبراز الطابع الروحاني للعرض. كما ارتبط مسرح كابوكي في القرن السابع عشر باستخدام موسيقى الشاميسن المصاحبة للرقصات الدرامية، وهو ما عزز دور هذه الألحان في التعبير عن المشاعر والانفعالات الجمعية.
من الناحية الدينية، استُخدمت هذه المقامات في طقوس الشنتو، مثل احتفالات حصاد الأرز في الأضرحة، حيث تُعزف الألحان لطلب الخصوبة والانسجام مع الطبيعة. أما في البوذية، فقد استُخدمت نفس الأنماط الصوتية في إنشاد السوترا داخل المعابد لتسهيل التأمل وضبط الإيقاع الداخلي للرهبان.
اقتصاديًا، تطور حول هذه الموسيقى قطاع إنتاجي متكامل، مثل صناعة آلة الكوتو التي ازدهرت في ورش الحرفيين في كيوتو خلال فترة إيدو، حيث تكوّنت نقابات مهنية خاصة بصنّاع الآلات الموسيقية لتلبية الطلب المتزايد من المسرح والطقوس العامة.
سياسيًا، استُخدمت هذه الألحان في الاحتفالات الإمبراطورية مثل حفلات تنصيب الأباطرة، حيث أدّت موسيقى غاغاكو دورًا في ترسيخ شرعية الحكم من خلال الطابع المقدس للأداء.

## الآلات الموسيقية
أكثر الآلات ارتباطاً بالسلالم الخماسية اليابانية هي الكوتو، الشاميسن، والناي الياباني شاكوهاتشي، وقد شكّلت منذ قرون أساس التقاليد الموسيقية اليابانية.
يُعدّ الكوتو (箏) آلة وترية طويلة بطول يقارب 180 سم، ذات 13 وتراً مشدودة فوق جسم خشبي مصقول عادةً بلون بني طبيعي مستخرج من خشب الكيري (Paulownia). استُخدم الكوتو في البلاط الإمبراطوري منذ القرن السابع الميلادي في موسيقى غاغاكو. ولا تزال ورش يابانية في مدن مثل كيوتو وناغويا تنتج هذه الآلة بأسعار تتراوح اليوم بين 2000 و20,000 دولار حسب مستوى الحرفية. يستخدمها الطلاب في مدارس الموسيقى اليابانية، كما ظهرت في عروض معاصرة بالتعاون مع فرق جاز وروك، ما منحها بعداً "فاشونياً" في المهرجانات الحديثة.
أما الشاميسن (三味線)، فهو آلة ذات ثلاثة أوتار مصنوعة تقليدياً من أوتار حريرية (واليوم من النايلون)، يُعزف بها بواسطة ريشة خشبية كبيرة تُعرف بـbachi. ظهر الشاميسن في القرن السادس عشر في أوساكا، وارتبط بشكل خاص بمسرح كابوكي وبونراكو. الشاميسن أصغر حجماً من الكوتو (بطول يقارب 100 سم)، وغالباً ما يُطلى هيكله باللون الأسود مع زخارف حمراء أو ذهبية. تنتج ناغويا وأوساكا أغلى النماذج، إذ يمكن أن يتراوح ثمنها بين 1000 و15000 دولار، وتستخدم اليوم في كل من العروض التقليدية وأيضاً في موسيقى البوب اليابانية التجريبية.
شاكوهاتشي (尺八) هو ناي من الخيزران، بطول تقليدي يقارب 54.5 سم (ما يعادل "قدم و8 أعشار" أو shaku-hachi). ارتبط بالمتصوفة البوذيين من طائفة كوموسو الذين استخدموه في القرن السابع عشر لأداء تمارين سويسن (التأمل بالتنفس عبر الموسيقى). يصنع الناي عادة من خيزران أصفر مائل إلى البني، ويباع في الأسواق اليابانية بأسعار تبدأ من 500 دولار وتصل إلى 10,000 دولار للقطع الحرفية. اليوم يُعزف الشاكوهاتشي في مهرجانات موسيقى إلكترونية معاصرة وفي تسجيلات سينمائية عالمية (مثل أفلام هوليوود عن الساموراي)، مما أضفى عليه مكانة "رمزية" تتجاوز الإطار التقليدي.
حالياً، تُمثّل هذه الآلات الثلاث ليس فقط أدوات موسيقية، بل منتجات ثقافية-اجتماعية؛ إذ أصبحت تُعرض في متاحف مثل المتحف القومي بطوكيو، وتُقتنى كهدايا فاخرة من قِبل هواة جمع التحف، إضافة إلى استخدامها في عروض أزياء موسيقية حيث تُدمج كخلفية صوتية تُعكس عبر الموضة اليابانية المعاصرة.

## الاستخدام في الموسيقى الحديثة
على الرغم من أن هذه السلالم تعود إلى قرون قديمة، إلا أنها لا تزال تُستخدم في الموسيقى اليابانية الحديثة. على سبيل المثال، استخدمت فرقة SMAP عناصر من السلم الخماسي في أغنية Yozora no Mukō (1998) لإضفاء طابع تقليدي ممزوج بالبوب الحديث. كما ظهرت أنماط مشابهة في موسيقى الأنمي، مثل مقاطع من الموسيقى التصويرية لـفلم المخطوفة (2001) التي ألفها جو هيسايشي حيث استُخدمت البنية الخماسية لخلق ارتباط بالتراث الياباني.

## المقارنة مع الثقافات الأخرى
السلم الخماسي الياباني يشبه أنماطاً موسيقية تقليدية في الصين، مثل سلم جونج المستخدم في موسيقى غوانغدونغ التقليدية، وفي كوريا من خلال سلم بيونجيو المستعمل في موسيقى كورت آك. كما وُثّق وجود السلم الخماسي في أفريقيا، مثل الموسيقى في السودان، حيث يُعزف على آلة الطنبور، وفي إثيوبيا ضمن موسيقى تيززيتا المرتبطة بالغناء الشعبي. هذا الانتشار الواسع يدل على أن الخماسية كانت جزءاً عالمياً من تطور الموسيقى البشرية.

## وصلات خارجية
- أمثلة على النمط الياباني من ألحان القطارات على خط توزاي (كيوتو)

قالب:Scales